# Escala Bark

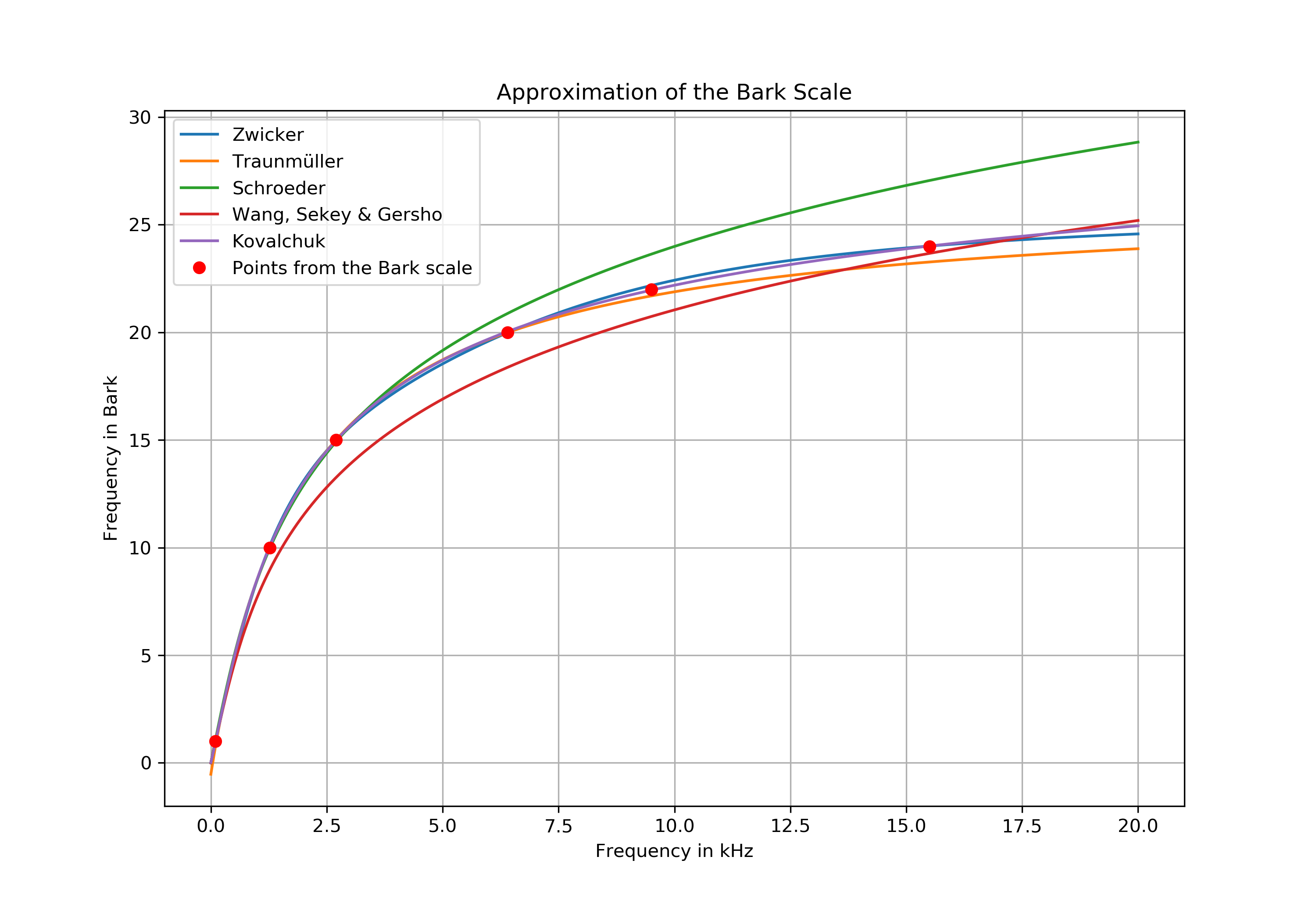
Gráfico de la escala Bark

La escala Bark es una escala psicoacústica.
La escala tiene un rango del 1 al 24 y corresponde a las primeras 24 bandas críticas del oído. Los márgenes de las bandas son (en Hz) 0, 100, 200, 300, 400, 510, 630, 770, 920, 1080, 1270, 1480, 1720, 2000, 2320, 2700, 3150, 3700, 4400, 5300, 6400, 7700, 9500, 12000, 15500.
Tiene relación con la Escala Mel, pero no es tan popular.
Para convertir una frecuencia f al estilo Bark:
{\displaystyle \mathrm {Bark} =13\arctan(0.76f/1000)+3.5\arctan((f/7500)^{2}).}
o (traunmuller 1990) 
{\displaystyle \mathrm {Criticalbandrate(bark)} =[26.81/(1+1960/f)]-0.53} con f en Hz.
Si < 2 añade 0.15*(2-result)
Si > 20.1 añade 0.22*(result-20.1)
{\displaystyle \mathrm {Criticalbandwidth(Hz)} =52548/(z^{2}-52.56z+690.39)} con z en bark.